# Eric Delko
Detective Eric Delko (19 december 1976) is een personage uit de Amerikaanse televisieserie CSI: Miami. Hij wordt gespeeld door Adam Rodriguez.

## Achtergrond
Eric Delko is de vingerafdrukken en drugsidentificatie expert van het Miami-Dade Misdaadlab. Hij is geboren en getogen in Miami zelf, en is de jongste van vier kinderen (hij heeft drie oudere zussen). Delko heeft een bachelor in scheikunde van de Universiteit van Michigan. Hij is zelfs een oud klasgenoot van Jeff Corwin volgens aflevering 204 "Death Grip". Naast Engels spreekt hij ook Spaans en Russisch. Zijn vader kwam uit Rusland, en had als achternaam Delektorsky. Die naam werd vermoedelijk afgekort toen hij naar de Verenigde Staten kwam met Erics Cubaanse moeder (aflevering 108, "Slaughterhouse"). Eric Delko doet vaak dienst als de kikvorsman van het team als de situatie daarom vraagt.
In de aflevering "Shattered" verloor hij bijna zijn baan toen hij in bezit bleek te zijn van drugs, maar later bleek dat hij deze had gekocht voor zijn zus Marisol als pijnstiller voor haar leukemie operatie. Eric is rooms-katholiek (aflevering 118, "Dispo Day," + aflevering 506, "Curse of the Coffin").

## Relaties
Eric heeft relaties gehad met een aantal vrouwen, waaronder de ietwat onstabiele Gloria (die bijna Marisol neerschoot toen ze vermoedde dat Marisol Erics ex-vrouw was), zijn collega Natalia Boa Vista (die zelfs een keer dacht dat ze zwanger was van Eric) en anderen. Ondanks Natalia’s publiciteit (het bleek dat ze een nacht met hem had doorgebracht, enkel en alleen om informatie over het lab te krijgen) blijft hij beschermend tegenover haar, vooral toen haar ex-man opdook. Erics sterkste relatie is wel die met Calleigh Duquesne, maar ook die relatie ging nooit verder dan gewoon vriendschap.
Eric is over het algemeen zeer beschermend tegenover vrouwen, vooral in gevallen van huiselijk geweld door gewelddadige echtgenoten (aflevering 513, "Throwing Heat").
Delko had ook een goede vriendschap met wijlen CSI’er Tim Speedle, die stierf in een vuurgevecht. Het was Speedle die Delko wegwijs maakte in het lab toen hij nog maar net nieuw was (aflevering 308, "Speed Kills"). Eric was in het begin niet echt tevreden over Tims vervanger, Ryan Wolfe, zeker niet toen enkele oude zaken van Speedle opnieuw werden onderzocht (aflevering 306, "Hell Night"; aflevering 323, "Whacked"). Een tijdje hadden de twee dan ook geregeld conflicten. Pas nadat Ryan in zijn oog werd geschoten met een spijkerpistool toen hij een plaats delict onderzocht waar Eric eigenlijk naartoe had moeten gaan verbeterde hun relatie (aflevering 408, "Nailed").
Delko was tijdelijk Horatio Caines zwager toen zijn zus Marisol trouwde met Horatio, maar hun familieband werd verbroken toen Marisol werd vermoord (aflevering 424, "Rampage"). Eric en Horatio achtervolgden de man die de opdracht tot de moord had gegeven (Antonio Riaz) naar Brazilië, alwaar Horatio hem neerstak met zijn eigen mes (aflevering 501, "Rio").

## Andere belangrijke gebeurtenissen
In aflevering 409 ("Urban Hellraisers") schoot Delko op een 19-jarige schutter die op het punt stond een meisje te verkrachten. Hierdoor belandde hij in een vuurgevecht met twee bankrovers wat hem bijna zijn leven kostte.
In de aflevering waarin Marisol stierf werd Delko zelf in zijn arm geschoten.
In aflevering 513 ("Throwing Heat") werd Delko aangeklaagd voor $250 000 vanwege persoonlijk letsel nadat hij een verhit argument tussen een man en diens vrouw probeerde te sussen.
In de laatste minuten van aflevering 514 ("No Man's Land") werd Delko eerst in zijn been en daarna het hoofd geschoten. In de aflevering erop ("Man Down") werd hij met spoed naar het ziekenhuis gebracht, waar een adrenaline injectie in het hart hem weer bijbrengt. Hij dreigde door de kogelwond in het hoofd permanent geheugenproblemen, spraakgebrek en motoriekproblemen te hebben opgelopen. Dit werd onder andere bevestigd omdat hij vroeg naar zijn zus Marisol, die al maanden dood was. Zoals lijkschouwer Alexx Woods later vermeldde leefde Delko nog wel, maar de kans bestond dat hij niet langer de Delko was zoals ze die kenden. Toen hij een paar weken later weer aan het werk mocht moest hij veel dingen opnieuw leren en maakte een hoop beginnersfouten.